# Irlandès antic
Irlandès antic (gaèlic irlandès: An tSean-Ghaeilge) és el nom donat a la forma més antiga del gaèlic irlandès, o, millor dit, al goidèlic, del qual hi ha força texts escrits. Comprèn des del segle vi al x, quan va evolucionar a l'irlandès mitjà.
Una forma encara més antiga d'irlandès és coneguda com a irlandès primitiu. Es coneixen fragments d'irlandès primitiu, especialment noms personals, per les inscripcions sobre pedra escrites en alfabet ogham. Aquestes inscripcions daten dels segles IV al VI. L'irlandès primitiu és una llengua molt propera al protocelta, l'avantpassat de totes les llengües cèltiques.
L'irlandès antic apareix per primera vegada en els marges de manuscrits religiosos llatins del segle vi. Un ampli nombre d'antics textos literaris irlandesos, malgrat estar conservats en manuscrits del període de l'irlandès mitjà (com el Leabhar na hUidre i el Leabhar na Laigineach), mantenen el caràcter essencial d'irlandès antic.
L'irlandès antic és l'avantpassat de l'irlandès modern, el gaèlic escocès i el manx (parlat a l'Illa de Man). Amb tot, és molt diferent d'aquests. En general, la gramàtica i els sons de les llengües modernes són més simples que els de l'irlandès antic.
Els estudis actuals de l'irlandès antic deuen encara molt a les obres d'un petit grup d'actius estudiosos de finals del segle xix i principis del xx, entre ells Rudolf Thurneysen (1857-1940) i Osborn Bergin (1873-1950). Les seves obres es consideren material imprescindible per a tot estudiós actual d'aquesta llengua.

## Fonologia

### Consonants
L'inventari consonàntic de l'irlandès antic és en la taula següent. /N/, /Nʲ/, /L/, /Lʲ/, /R/, /Rʲ/ representen consonants sonores i sordes de les quals es desconeix l'articulació precisa, però que probablement foren més llargues, més tenses i, generalment, més fortament articulades que les seves parelles /n/, /nʲ/, /l/, /lʲ/, /r/, /rʲ/.
|                         |                          | Labials | Dentals | Alveolars | Velars | Glotals |
| ----------------------- | ------------------------ | ------- | ------- | --------- | ------ | ------- |
| Oclusives               | Velaritzades ("amples")  | p b     | t d     | t d       | k g    |         |
| Oclusives               | Palatalitzades ("fines") | pʲ bʲ   | tʲ dʲ   | tʲ dʲ     | kʲ gʲ  |         |
| Nasals                  | Velaritzades ("amples")  | m       | N n     | N n       | ŋ      |         |
| Nasals                  | Palatalitzades ("fines") | mʲ      | Nʲ nʲ   | Nʲ nʲ     | ŋʲ     |         |
| Fricatives              | Velaritzades ("amples")  | f v     | θ ð     | s         | x ɣ    | h       |
| Fricatives              | Palatalitzades ("fines") | fʲ vʲ   | θʲ ðʲ   | sʲ        | xʲ ɣʲ  | hʲ      |
| Nasalitzades fricatives | Velaritzades ("amples")  | ṽ       |         |           |        |         |
| Nasalitzades fricatives | Palatalitzades ("fines") | ṽʲ      |         |           |        |         |
| Líquides                | Velaritzades ("amples")  |         | R r     | R r       |        |         |
| Líquides                | Palatalitzades ("fines") |         | Rʲ rʲ   | Rʲ rʲ     |        |         |
| Líquida lateral         | Velaritzades ("amples")  |         | L l     | L l       |        |         |
| Líquida lateral         | Palatalitzades ("fines") |         | Lʲ lʲ   | Lʲ lʲ     |        |         |

Alguns detalls de la fonètica de l'irlandès antic són desconeguts. /sʲ/ potser es pronunciava [ɕ] o [ʃ], com en irlandès modern. /hʲ/ podia tenir el mateix so que /h/ e/o u/xʲ/. /Nʲ/ i /Lʲ/ es podrien pronunciar [ɲ] i [ʎ], respectivament.

### Vocals
L'inventari dels monoftongs de l'irlandès antic és:
|                    | Curt | Curt | Llarg | Llarg |
| ------------------ | ---- | ---- | ----- | ----- |
| Tancades ("altes") | i    | u    | iː    | uː    |
| Mitjanes           | e    | o    | eː    | oː    |
| Obertes ("baixes") | a    | a    | aː    | aː    |

La distribució de les vocals breus en síl·laba àtona és una mica complicada. Totes les vocals breus poden aparèixer en síl·laba final oberta àtona (una síl·laba oberta és la que no és seguida d'una consonant explosiva), tant després de consonant velaritzada com palatalitzada. Les vocals posteriors /i/ i /i/ s'escriuen sovint ae i ai després de consonants velaritzadas, fet que podria indicar una pronunciació retreta, potser semblant a [ɘ] i [ɨ]. Les deu possibilitats apareixen en els exemples següents:
| marba /ˈmarva/ "mati" (1 sg. subj.)    | léicea /ˈLʲeːgʲa/ "deixi" (1 sg. subj.)  |
| marbae /ˈmarve/ "matis" (2 sg. subj.)  | léice /ˈLʲeːgʲe/ "deixis" (2 sg. subj.)  |
| marbai /ˈmarvi/ "mates" (2 sg. indic.) | léici /ˈLʲeːgʲi/ "deixes" (2 sg. indic.) |
| súlo /ˈsuːlo/ "ull" (gen.)             | doirseo /ˈdoRʲsʲo/ "porta" (gen.)        |
| marbu /ˈmarvu/ "mato" (1 sg. indic.)   | léiciu /ˈLʲe:gʲu/ "deixo" (1 sg. indic.) |

En síl·labes àtones tancades (això és, les que acaben en consonant explosiva), la qualitat d'una vocal breu és gairebé completament predictible observant si les consonants que l'envolten són amples o fines. Entre dues consonants amples, la vocal és /a/, com en dígal /ˈdʲiːɣal/ 'venjança' (nom.). Entre una consonant ampla i una de fina, la vocal és /i/, com en dliged /ˈdʲlʲiɣʲið/ 'llei' (nom./ac.). Abans d'una consonant fina, la vocal és /i/, com a dígail /ˈdʲiːɣilʲ/ 'venjança' (acc./dat.), i dligid /ˈdʲlʲiɣʲiðʲ/ 'llei' (gen.). Les principals excepcions a aquesta regla són que /o/ sovint apareix quan la següent síl·laba contenia un ū en protocèltic (per exemple, dligud /ˈdʲlʲiɣuð/ 'llei' (dat.) < PC dligedū), i que /o/ o /u/ sovint apareixen després d'una labial ampla (per exemple, lebor /ˈLʲevor/ 'lliuro'; domun /ˈdoṽun/ 'món').
L'inventari dels diftongs de l'irlandès antic apareix en aquesta taula:
| Llargs (bimoraics) | Llargs (bimoraics) | Llargs (bimoraics) | Llargs (bimoraics) | Llargs (bimoraics) | Curts (monomoraics) | Curts (monomoraics) |
| ------------------ | ------------------ | ------------------ | ------------------ | ------------------ | ------------------- | ------------------- |
| ai                 | ia                 | ui                 |                    | au                 | ĭu                  | ău                  |
| oi                 | ua                 | iu                 | eu                 | ou                 | ĕu                  |                     |

## Ortografia
Com en la majoria de les llengües medievals, l'ortografia de l'irlandès antic no està fixada, de manera que les següents afirmacions cal prendre-les només com a generalitzacions. Cada manuscrit pot variar en gran manera d'aquestes indicacions.
L'alfabet de l'irlandès antic consisteix en les següents divuit lletres de l'alfabet llatí:
a, b, c, d, i, f, g, h, i, l, m, n, o, p, r, s, t, o
A més, l'accent agut i el punt adscrit s'usen com a diacrítics en certes lletres:
- L'accent agut indica una vocal llarga: á, é, í, o, ú són vocals llargues.
- El punt indica la lenició de f i s: ḟ és muda, ṡ es pronuncia /h/.
- El punt es fa servir també sobre m i n sense canvi en la pronunciació, quan aquestes lletres s'usen per a marcar una mutació nasal: ṁ, ṅ.

També s'empren un nombre de dígrafs:
La lletra i se situa després d'una vocal per indicar que la consonant següent és feble: ai, ei, oi, ui; ái, éi, ói, úi.
La lletra h se situa després de c, t, p per indicar una fricativa: ch, th, ph.
Els diftongs també s'indiquen amb dígrafs: áe/aí, ía, uí, áu, óe/oi, úa, éu, óu, iu, au, eu.
En posició inicial de paraula, quan no es produeix mutació consonàntica, les lletres consonants tenen els valors següents: són fortes davant vocals anteriors (a, o, e) i febles davant vocals posteriors (i, u):
- b: /b/, /bʲ/.
- c: /k/, /kʲ/.
- d: /d/, /dʲ/.
- f: /f/, /fʲ/.
- g: /g/, /gʲ/.
- h: Vegeu discussió més avall.
- l: /L/, /Lʲ/.
- m: /m/, /mʲ/.
- n: /N/, /Nʲ/.
- p: /p/, /pʲ/.
- r: /R/, /Rʲ/.
- s: /s/, /ʃ/.
- t: /t/, /tʲ/.

Tot i que l'irlandès antic té tant un so /h/ i una lletra h, no hi ha una relació consistent entre ambdues. Les paraules amb vocal inicial s'escriuen de vegades amb una h no pronunciada, especialment si són molt curtes (la preposició i 'en' s'escriu de vegades hi) o si necessiten ser emfasitzades (el nom d'Irlanda, Ériu, s'escriu de vegades Hériu). D'altra banda, paraules que comencen amb el so /h/ s'escriuen moltes vegades sense, per exemple a ór /a hoːr/ 'el seu or'. Si el so i l'escriptura coincideixen és casualitat, com a ní hed /Nʲiː heð/ 'no és'.
Després d'una vocal o l, n, o r les lletres c, p, t poden representar oclusives tant sordes com a sonores; poden escriure's dobles amb cada valor:
- mac o macc /mak/ 'fill'.
- bec o becc /bʲeg/ 'petit'.
- op o opp /ob/ 'menysprear'.
- brat o bratt /brat/ 'abric'.
- brot o brott /brod/ 'fibló'.
- derc /dʲerk/ 'forat'.
- derc /dʲerg/ 'roig'.
- daltae /daLte/ 'nen adoptat'.
- celtae /kʲeLde/ 'que amaga'.
- anta /aNta/ 'de resta'.
- antae /aNde/ 'que queda'.

Després d'una vocal, les lletres b, d, g representen les fricatives /v, ð, ɣ/ o equivalents febles:
- dub /duv/ 'negre'.
- mod /moð/ 'treball'.
- mug /muɣ/ 'esclau'.
- claideb /klaðʲev/ 'espasa'.
- claidib /klaðʲivʲ/ 'espases'.

Després de m, b és una oclusiva, però després de d, l i r és una fricativa:
- imb /imʲbʲ/ 'mantega'.
- odb /oðv/ 'nus (d'arbre)'.
- delb /dʲelv/ 'imatge'.
- marb /marv/ 'mort'.

Després de n i r, d és una oclusiva:
- bind /bʲenʲdʲ/ 'melodiós'.
- cerd /kʲeRd/ 'art, talent'.

Després de n, l, r, g és sovint oclusiva, però fa de fricativa en algunes paraules:
- long /loŋg/ 'vaixell'.
- delg o delc /dʲelg/ 'espina'.
- argat o arggat /argad/ 'plata'.
- ingen /enʲɣʲen/ 'filla'.
- bairgen /barʲɣʲen/ 'tros de pa'.

Després de vocal, m és normalment una fricativa, però de vegades oclusiva (nasal), i aleshores s'escriu doble:
- dám /daːṽ/ 'compayia'.
- lom o lomm /lom/ 'nu'.

Els dígraf ch, ph, th no apareix a l'inici de paraula, llevat en lenició, però sí que apareix si es pronuncia /x/, /f/, /θ/:
- ech /ex/ 'cavall'.
- oíph /oif/ 'bellesa'.
- áth /aːθ/ 'gual'.

Les lletres l, n, r s'escriuen dobles quan indiquen sonores tenses, i senzilles quan indiquen sonores suaus. (Però les sonores tenses s'escriuen normalment senzilles quan es troben al començament de paraula.):
- corr /koR/ 'crani'.
- cor /kor/ 'posant'.
- coll /koL/ 'avellana'.
- col /kol/ 'pecat'.
- sonn /soN/ 'estaca'.
- son /son/ 'so'.

## Sintaxi
L'irlandès antic segueix l'estructura típica VSO (verb-subjecte-objecte) compartida per la majoria de les llengües cèltiques (malgrat ser-ne possibles altres ordres, especialment segons la llei de Bergin). Els verbs es conjuguen plenament, i tenen la majoria de les formes típiques de les llengües indoeuropees, és a dir, els temps present, imperfecte, passat, futur i pretèrit, els modes indicatiu, subjuntiu, condicional i imperatiu, i veu activa i passiva. L'única forma verbal que faltava en irlandès antic és l'infinitiu (present de forma limitada en l'irlandès modern), en els casos quan l'irlandès antic emprava construccions amb el nom verbal. Els pronoms personals, quan s'empraven com a complement directe, s'infixaven dins del verb amb el qual anaven associats. El que es considera equivalent a les preposicions en català estan generalment en el mateix lloc que en català, encara que algunes estan infixades en el mateix verb.

## Morfologia

### Noms
L'irlandès antic mantenia tres gèneres, masculí, femení i neutre; tres nombres, singular, plural i dual (el tercer nombre, el dual, només és present en un grau limitat i en algunes formes, tot i que gairebé sempre és precedit del cardinal dá, 'dos'; i cinc casos (nominatiu, vocatiu, acusatiu, genitiu i datiu). Rudolf Thurneysen va descriure catorze classes de noms, definides per la marca morfològica del tema, amb set temes vocàlics i set de consonàntics (inclosa una classe de noms irregulars i indeclinables).
|           | Singular  | Plural       | Dual         |
| --------- | --------- | ------------ | ------------ |
| Nominatiu | túath     | túatha       | túaith       |
| Vocatiu   | túath     | túatha       | -            |
| Acusatiu  | túaith    | túatha       | túaith       |
| Genitiu   | túa (i) o | túath        | túath        |
| Datiu     | túaith    | túath (a) ib | túath (a) ib |

### Verbs
Els verbs se situen en posició inicial en la frase (només precedits per algunes partícules, formant un "complex verbal", i molt pocs adverbis). La majoria dels verbs tenen, a més dels temps, veu, mode, i dos grups de formes: una forma conjunta i una forma absoluta.
- La forma conjunta consisteix normalment en un o més preverbis (partícules que, en alguns casos, tenen històricament un origen preposicional, compari's a-, i-, en-, etc., dels verbs llatins, encara que no hi estan directament relacionats, i els prefixos verbals en les llengües germàniques[Cal aclariment]
), seguits per un tema verbal que conté la major part de la conjugació. Els pronoms personals en funció de complement directe s'infixen entre el preverbi i el tema verbal, juntament amb altres variades partícules que modifiquen el significat del verb (inclosa la negació) o indiquen certes estructures especials de frase.
- La forma absoluta es fa servir quan no són necessaris infixos, i els altres elements necessaris es donen en una altra part de la frase. Un verb simple pot funcionar en irlandès antic com una frase completa, en cas que s'afixen al final del verb partícules emfàtiques com -sa i -es.